# This Mortal Coil
This Mortal Coil va ser un col·lectiu musical britànic liderat per Ivo Watts-Russell, fundador del segell discogràfic 4AD. Tot i que Watts-Russell i John Fryer eren els dos únics membres oficials, la banda va comptar amb la col·laboració d´un gran i divers repartiment d'artistes, molts dels quals estaven associats al segell, com eren membres de Cocteau Twins, Pixies i Dead Can Dance. El projecte va ser conegut pel seu so, a mig camí entre el gòtic i Dream pop, va publicar tres àlbums, el primer va ser It'll End in Tears al 1984.

## Història
Watts-Russell havia fundat 4AD el 1980, el segell es va convertir en una peça clau del moviment post-punk britànic. Després de vàries gravacions, Watts-Russell va concebre la idea d´un col·lectiu sota el nom de This Mortal Coil. El nom prové de la lletra de la cançó Dream within a dream de la banda estatunidenca Spirit (stepping off this mortal coil will be my pleasure...) que alhora és també una cita d´Hamlet de Shakespeare (what dreams may come, when we have shuffled off this mortal coil...).
La web de 4AD diu que:
| « | This Mortal Coil was not a band, but a unique collaboration of musicians recording in various permutations, the brainchild of 4AD kingpin Ivo Watts-Russell. The idea was to allow artists the creative freedom to record material outside of the realm of what was expected of them; it also created the opportunity for innovative cover versions of songs personal to Ivo. | » |

Un dels primers fitxatges del segell va ser Modern English. El 1983, Watts-Russell va suggerir que la banda tornés a gravar dues de les seves primeres cançons, "Sixteen Days" i "Gathering Dust" però com a medley. En aquell moment, la banda tancava les seves actuacions amb aquestes dues cançons i Ivo sentia que eren prou fortes com per tornar a ser gravades. Quan la banda va rebutjar la idea, Watts-Russell va decidir reunir un grup de músics per gravar el medley: Elizabeth Fraser i Robin Guthrie de Cocteau Twins; Cindy Sharp de Cindytalk ; i uns quants membres de Modern English. D'aquestes sessions va sortir un EP titulat Sixteen Days / Gathering Dust. Una versió de <i>Song to the Siren</i> de Tim Buckley, interpretada solament per Fraser i Guthrie es va gravar com a cara B de l'EP. Encantat amb els resultats, Watts-Russell va decidir fer d'aquesta la cara A de la versió single en 7" de l'EP, i la cançó es va convertir ràpidament en un èxit underground, ho que va portar a Ivo a gravar un àlbum complet sota l`àlies de This Mortal Coil, que va ser publicat l'1 d´octubre de 1984 amb el títol de It´ll End in Tears.
El juny de 1998, Watts-Russell va publicar un parell d´àlbums en una línia similar al seu projecte de This Mortal Coil, sota el nom de The Hope Blister.

## Discografia

### Àlbums

#### Àlbums d'estudi
| Títol                                                                                   | Detalls de l'àlbum                                                           | Posicions màximes al rànquing | Posicions màximes al rànquing | Posicions màximes al rànquing | Posicions màximes al rànquing |
| Títol                                                                                   | Detalls de l'àlbum                                                           | UK                            | UK Indie                      | NL                            | NZ                            |
| --------------------------------------------------------------------------------------- | ---------------------------------------------------------------------------- | ----------------------------- | ----------------------------- | ----------------------------- | ----------------------------- |
| It´ll End in Tears                                                                      | - Publicació: 1 d'octubre de 1984 - Etiqueta: 4AD - Formats: LP, MC          | 38                            | 1                             | —                             | 42                            |
| Filigree &amp; Shadow                                                                   | - Publicació: 22 de setembre de 1986 - Segell: 4AD - Formats: CD, 2xLP, 2xMC | 53                            | 2                             | —                             | —                             |
| Blood                                                                                   | - Publicat: 22 d'abril de 1991 - Segell: 4AD - Formats: CD, 2xLP, MC         | 28                            | —                             | 58                            | —                             |
| "—" indica llançaments que no es van publicar o no es van publicar en aquest territori. |                                                                              |                               |                               |                               |                               |

#### Àlbums recopilatoris
| Títol          | Detalls de l'àlbum                                                                |
| -------------- | --------------------------------------------------------------------------------- |
| Dust & Guitars | - Publicació: 6 d'agost de 2012 - Segell: 4AD - Formats: HDCD, descàrrega digital |

#### Box sets
| Títol            | Detalls de l'àlbum                                                  |
| ---------------- | ------------------------------------------------------------------- |
| 1983–1991        | - Publicat: 30 de març de 1993 - Segell: 4AD - Formats: 4xCD        |
| This Mortal Coil | - Publicació: 7 de novembre de 2011 - Segell: 4AD - Formats: 4xHDCD |

### EPs
| Títol                         | Detalls de l'àlbum                                               | Posicions màximes al rànquing |
| Títol                         | Detalls de l'àlbum                                               | UK                            |
| ----------------------------- | ---------------------------------------------------------------- | ----------------------------- |
| Sixteen Days / Gathering Dust | - Publicació: 2 de setembre de 1983 - Segell: 4AD - Formats: 12" | 100                           |

### Singles
| Títol                                                                                   | Curs | Posicions màximes dels gràfics | Posicions màximes dels gràfics | Posicions màximes dels gràfics | Posicions màximes dels gràfics | Posicions màximes dels gràfics | Àlbum              |
| Títol                                                                                   | Curs | UK                             | UK Indie                       | BE (FL)                        | NL                             | NZ                             | Àlbum              |
| --------------------------------------------------------------------------------------- | ---- | ------------------------------ | ------------------------------ | ------------------------------ | ------------------------------ | ------------------------------ | ------------------ |
| "Song to the siren"                                                                     | 1983 | 66                             | 3                              | —                              | 39                             | 8                              | It´ll End in Tears |
| "Kangaroo"                                                                              | 1984 | 92                             | 2                              | —                              | —                              | —                              | It´ll End in Tears |
| "Come Here My Love" / "Drugs" (edició limitada)                                         | 1986 | 90                             | 2                              | —                              | —                              | —                              | Filigree & Shadow  |
| "You and Your Sister" (estrena només per a Benelux i França)                            | 1991 | —                              | —                              | 42                             | 13                             | —                              | Blood              |
| "—" indica llançaments que no es van publicar o no es van publicar en aquest territori. |      |                                |                                |                                |                                |                                |                    |

### Col·laboracions
- "Acid, Bitter and Sad" a Lonely Is an Eyesore (1987)